# Codex Cumanicus
Le Codex Cumanicus est un manuscrit unique, anonyme, écrit en alphabet latin durant le XIVe siècle en Crimée, peut-être à Caffa ou à Solkhat. Œuvre collaborative polyglotte écrite sur une dizaine d’années, le codex servait d’interprète aux marchands vénitiens et génois, et aux missionnaires qui se rendaient en Perse et en Asie centrale, dans l'ancienne Coumanie où une langue turcique, le couman, servait de lingua franca.
Le Codex Cumanicus est conservé à la Biblioteca Marciana, à Venise (Cod. Mar. Lat. DXLIX).

## Contenu
Le Codex Cumanicus est divisé en deux sections distinctes, comprenant trois fascicules. La première, nommée la partie « italienne » ou le « livre de l’interprète », est un dictionnaire trilingue latin-persan-turcique composé de plus de 2 500 mots, consacré aux marchands italiens pour les aider dans leurs échanges commerciaux et diplomatiques avec les Ilkhanides et les Coumans. Les marchandises en provenance d’Asie de l’Est convergeaient vers Solkhat, ville où cohabitaient les Coumans et les Italiens, ce qui en fit un point commercial influent, d’où l’importance du codex. Le dictionnaire débute avec une liste alphabétique de verbes conjugués au présent, au passé et à l'impératif, de prépositions et d’adverbe. Par la suite, les mots sont classés par concept de façon aléatoire : les émotions, les animaux, les termes religieux, les professions, les couleurs, les épices, etc. Selon plusieurs recherches, un copiste d’origine italienne aurait écrit le vocabulaire latin en premier lieu, classant les mots par catégorie et en partie en ordre alphabétique, copie d’un codex qui aurait daté autour de l'an 1295. Par la suite, un interprète sans connaissance linguistique du perse et du couman lui aurait dit les traductions pour les deux langues, expliquant les multiples erreurs et la similarité orthographique dans les mots. On y retrouve à la fin des poèmes italiens et des dessins qui ont été rajoutés ultérieurement.
La deuxième partie, nommée la partie « allemande » ou le « livre du missionnaire », regroupe des textes écrits par des moines franciscains d’origine allemande désirant évangéliser les Coumans païens et les Ilkhanides, principalement musulmans. Elle contient des sermons, des prières chrétiennes, des hymnes, etc. Pour mieux converser avec les Coumans, les missionnaires chrétiens ont repris des mots existants dans la langue coumane et les ont associés à des termes religieux. Le mot Terjri, voulant dire Dieu, fut repris par les chrétiens et par les musulmans pour désigner leur dieu. Pour le différencier du dieu païen, ce dernier était nommé Topraq, mot faisant référence à la terre, la poussière. Des gloses et des annotations ont été ajoutées en dernier sur les pages vierges restantes avant de brocher les deux parties du codex ensemble. Antoine de Zinale est le dernier propriétaire connu du Codex Cumanicus, l’ayant plausiblement hérité de commerçants italiens.

## Origine
La première mention du Codex Cumanicus est dans le catalogue Bibliothecae Venetae Manuscripta, rédigé par l’évêque Giacomo Filippo Tomasini. Ce dernier a assigné le codex, parfois surnommé Codex de Pétrarque, à la collection de Pétrarque, qui aurait légué l’ensemble de ses manuscrits à la Bibliothèque Marciana, croyant avoir reconnu son écriture dans les poèmes italiens écrits à la fin du deuxième fascicule. Cependant, cette information fut démentie. La collection de Pétrarque n’est jamais arrivée à Venise et le poète italien était reconnu pour ses codex écrits sur du parchemin, alors que le Codex Cumanicus est rédigé sur du papier.

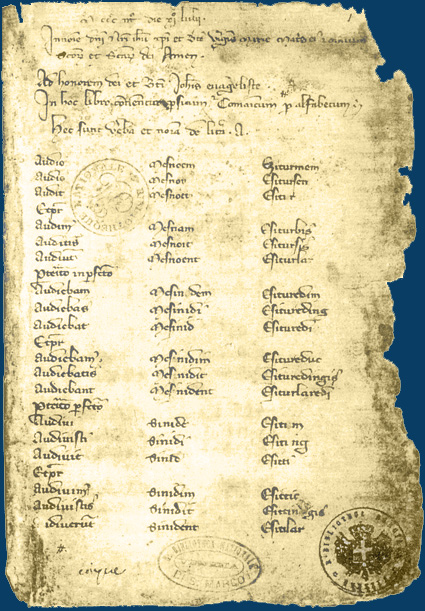
La première page du Codex Cumanicus. La date est présente en haut de la page.

La date du 11 juillet 1303, « M CCC III. Die – XI July », est inscrite sur la première page du codex. Cependant, plusieurs recherches ont démontré que la première partie de l’exemplaire présent à la Bibliothèque Marciana daterait des années 1330 et qu’elle serait une copie de l’original, qui est perdue ou détruite. Un des éléments ayant aidé à la datation du codex est le filigrane du papier. À l’époque, en Europe, un filigrane se commercialisait en moyenne pendant 15 ans avant d’être en rupture de stock et chaque dessin était unique. Le filigrane présent sur la première partie, représentant deux épées qui s’entrecroisent, a été commercialisé avant les années 1340 jusqu’en 1381. La phonétique et la syntaxe du vocabulaire latin ont également aidé à déterminer l’origine du document. En inspectant le Codex Cumanicus, Pietro Zorzanello, anciennement bibliothécaire à la Bibliothèque Marciana, fit une découverte. Le trigramme III, présent dans la date M CCC III (année 1303 en chiffres romains), équivalant au nombre 3, serait plutôt une suite de trois X (10 romains), équivalant alors au nombre 30 (trente). L'année inscrite serait ainsi, en réalité, M CCC XXX (1330) et la graphie des lettres proviendrait du ligure, dont est issu entre autres le génois. La date officielle inscrite serait donc le 11 juillet 1330, qui concorde avec les théories de plusieurs auteurs, tels que Grzegorzewski et Rasovskij.
Selon des hypothèses, le lieu d’origine de la première partie du codex serait le monastère St-Jean ou St-John, situé près de Saraï, en Crimée. Paschalis Victoria, un moine d’origine italienne, aurait sillonné l’Asie et, à son retour audit monastère, aurait retranscrit le texte, en se fondant sur ses connaissances acquises durant son voyage. La deuxième partie a été écrite sur plusieurs années, entre 1350 et 1356. On peut y déceler plusieurs écritures différentes.

## Exemples
Le Notre Père en langue coumane :
Atamız kim köktesiñ. Alğışlı bolsun seniñ atıñ, kelsin seniñ xanlığıñ, bolsun seniñ tilemekiñ – neçik kim kökte, alay [da] yerde. Kündeki ötmegimizni bizge bugün bergil. Dağı yazuqlarımıznı bizge boşatqıl – neçik biz boşatırbız bizge yaman etkenlerge. Dağı yekniñ sınamaqına bizni quurmağıl. Basa barça yamandan bizni qutxarğıl. Amen !
Notre Père, qui es aux cieux, que ton nom soit sanctifié, que ton règne vienne, que ta volonté soit faite sur la terre comme au ciel. Donne-nous aujourd'hui notre pain de ce jour. Pardonne-nous nos offenses, comme nous pardonnons aussi à ceux qui nous ont offensés. Et ne nous laisse pas entrer dans la tentation, mais délivre-nous du Mal. Amen !
Le Notre Père en turc :
Atamız ki göktesin. Alkışlı olsun senin adın, gelsin senin hanlığın, olsun senin dilemeğin – nice ki gökte, öyle [de] yerde. Gündelik ekmeğimizi bize bugün ver. Dahi yazıklarımızı (suçlarımızı) bize boşat – nice biz boşatırız (bağışlarız) bize yaman (kötülük) edenleri. Dahi şeytanın (yekin) sınamağına bizi koyurma. Tüm yamandan (kötülükten) bizi kurtar. Amin !